# 比德雷雷斯
比德雷雷斯，是西班牙加泰罗尼亚赫罗纳省的一个市镇。总面积48平方公里，总人口4978人（2001年），人口密度104人/平方公里。